# 小樽桜ヶ丘球場
小樽桜ヶ丘球場（おたるさくらがおかきゅうじょう）は、北海道小樽市にある野球場。小樽公園にあり、少年野球教室の会場などに使用している。

## 施設
- 開放期間：5月1日から10月31日まで
- 敷地面積：19,457 m²
- クラブハウス（選手控え室、事務室、シャワー室、トイレ）[4]
- 駐車場：3塁側35台

## プロ野球開催実績
- 1950年[5]
  - 6月24日 セ・読売ジャイアンツ 3-5 広島カープ
  - 6月24日 セ・松竹ロビンス 5-0 西日本パイレーツ
  - 7月7日 セ・国鉄スワローズ 1-6 中日ドラゴンズ
  - 7月25日 パ・毎日オリオンズ 5-3 大映スターズ
  - 7月25日 パ・西鉄ライオンズ 4-2 南海ホークス
- 1951年[5]
  - 8月8日 セ・読売ジャイアンツ 20-4 広島カープ
  - 8月8日 セ・国鉄スワローズ 1-4 名古屋ドラゴンズ
- 1953年[5]
  - 7月15日 パ・大映スターズ 3-1 東急フライヤーズ

## 参考資料
- “小樽市の教育 平成27年度” (PDF).   小樽市教育委員会 (2015年). 2016年5月22日閲覧。